# The Fourth Proposal
The Fourth Proposal è un cortometraggio muto del 1914 diretto e interpretato da Robert Z. Leonard.

## Produzione
Il film fu prodotto dalla Rex Motion Picture Company.

## Distribuzione
Distribuito dall'Universal Film Manufacturing Company, uscì nelle sale cinematografiche USA il 1º febbraio 1914.